# Salticus gomerensis
Salticus gomerensis är en spindelart som beskrevs av Jörg Wunderlich 1987. Salticus gomerensis ingår i släktet Salticus och familjen hoppspindlar. Inga underarter finns listade i Catalogue of Life.